# Scott Davies
Scott Davies (Carmarthen, Sir Gaerfyrddin, 5 d'agost de 1995) fou un ciclista gal·lès professional des del 2014 fins al 2021.

## Palmarès
- 2012
  -  Campió del Regne Unit júnior en contrarellotge
- 2013
  - 1r a la Volta a Gal·les júnior i vencedor d'una etapa
- 2014
  -  Campió del Regne Unit sub-23 en contrarellotge
- 2015
  -  Campió del Regne Unit sub-23 en contrarellotge
- 2016
  -  Campió del Regne Unit sub-23 en contrarellotge
  - Vencedor d'una etapa a la Ronda de l'Isard d'Arieja
- 2017
  -  Campió del Regne Unit sub-23 en contrarellotge

### Resultats al Giro d'Itàlia
- 2019. 118è de la classificació general

### Resultats a la Volta a Espanya
- 2020. 111è de la classificació general